# Michaela Schäuble
Michaela Schäuble (* 1973 in Häg-Ehrsberg) ist eine deutsche Sozialanthropologin.

## Biografie
Sie wuchs im Südschwarzwald auf und studierte an den Universitäten Tübingen und Yale Allgemeine und Vergleichende Literaturwissenschaft und Ethnologie. Danach absolvierte sie ein Studium eine medienpraktische Dokumentarfilmausbildung an der Manchester University. Von 2008 bis 2012 war sie Assistentin an der Universität Halle an der Saale. Nach der Promotion 2009 im Fach Ethnologie an der  Universität Halle-Wittenberg mit einer Arbeit über Nationalismus und Gewalterinnerung im Nachkriegskroatien hatte sie Post-Doc Fellowships am Wissenschaftskolleg der Universität Bologna sowie am Mahindra Humanities Center der Harvard University. Nach einem Lectureship am Granada Centre for Visual Anthropology in Manchester kam sie 2014 als Assistenzprofessorin (mit tenure track) an die Universität Bern, wo sie am 1. Februar 2018 zur außerordentlichen Professorin für Sozialanthropologie mit Schwerpunkt Medienanthropologie ernannt wurde.
Ihre Forschungsschwerpunkte sind Medienanthropologie & Audio-Visuelle Anthropologie, Religionsethnologie, Erinnerung und soziales Gedächtnis, Gender, Raum und Landschaft und postsozialistische Transformation und Nationalismus.

## Schriften (Auswahl)
- Wiedergänger, Grenzgänger, Doppelgänger. Rites de Passage in Bram Stokers Dracula. Berlin 2006, ISBN 3-8258-6976-8.
- Narrating victimhood. Gender, religion and the making of place in post-war Croatia. Oxford 2014, ISBN 978-1-78238-260-7.